# Affaire de Morristown

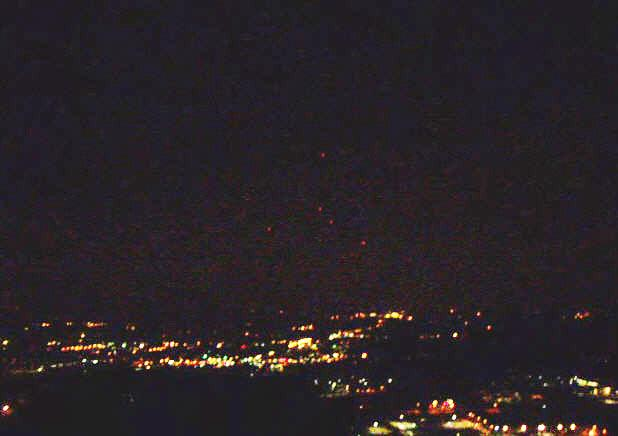
L'affaire de Morristown

L'affaire de Morristown, connue sous le nom de « grand canular ovni de 2009 »,, fut, à l'origine, un événement aérien non identifié qui se produisit le 5 janvier 2009 entre 20 h 15 et 21 h. Cinq lumières, attachées à des ballons d'hélium lâchés par Joe Rudy et Chris Russo, furent aperçues dans le ciel au-dessus du Morris County dans le New Jersey, principalement dans les villes de Hanovre, Morristown, Morris Plains, Madison et Florham Park. L'événement était en fait un canular, dévoilé par ses auteurs dans un article intitulé « Comment nous avons monté le canular ovni de Morristown ».